# De Witte Molen (Rilland)
De Witte Molen is een korenmolen aan de Molendreef bij de Valckenisseweg in Rilland. Het is een ronde stenen stellingmolen, gewit in de Zeeuwse traditie, die dienstdeed als korenmolen, gedekt met dakleer en met een vlucht van 20,90 meter. De molen heeft grote landschappelijke waarde. In 1969 kwam de molen in eigendom bij de voormalige gemeente Rilland-Bath en werd het bedrijfsmatig malen gestaakt. De huidige eigenaar is de gemeente Reimerswaal. Tussen 1986 en 1992 is de molen grondig gerestaureerd, hij is bedrijfsvaardig.
De molen wordt sinds 2014 door twee vrijwillige molenaars weer regelmatig in werking gezet, in de regel om de week op zaterdag. De molen bezichtigen is mogelijk wanneer de wieken draaien.